# 9K31 Strela-1
9K31 Strela-1 (tiếng Nga: 9К31 «Стрела-1»; tiếng Anh: arrow - mũi tên) là một hệ thống tên lửa đất đối không điều khiển bằng hồng ngoại tầm thấp, cự ly ngắn và có độ cơ động cao. Nguyên bản của hệ thống này được Liên Xô chế tạo có tên định danh GRAU là 9K31, NATO gán tên ký hiệu cho hệ thống này là SA-9 "Gaskin". Hệ thống bao gồm một xe tác chiến thủy bộ BRDM-2, đặt 4 đạn tên lửa 9M31 trong trạng thái sẵn sàng chiến đấu.

## Quốc gia sử dụng
- Algérie - 46[5]
- Angola
- Armenia
- Bénin - 4[4]
- Bulgaria - 50[4]
- Cuba - 60[4]
- Croatia
- Bosna và Hercegovina
- Ai Cập - 20
- Ethiopia
- Hungary - 28
- Iran - 900[4]
- Ấn Độ - 400[4]
- Libya - 60[4]
- Mông Cổ
- Mauritanie - 4[4]
- Mozambique
- Nicaragua
- Ba Lan
- România
- Serbia - 25
- Syria
- Uganda
- Ukraina
- Uzbekistan
- Việt Nam
- Yemen

### Đã từng sử dụng
- Tiệp Khắc
- Iraq
- Slovenia